# Aptenoperissus magnifemoris
Aptenoperissus magnifemoris — викопний вид перетинчастокрилих комах з вимерлої родини Aptenoperissidae. Комаха існувала у кінці крейди (99 млн років тому). Рештки знайдені у бірманському бурштині.

## Опис
Відомий з єдиної інклюзії у бурштині. Це самиця завдовжки 3 мм. Безкрила, з довгими ногами, що призначені для стрибання. Комаха належала до їздців — ендопаразитів комах. Судячи з короткого і товстого яйцеклада, самиці відкладали свої яйця в нерухомих господарів з твердими покривами — в лялечки або яйця інших комах. Ймовірно, самиці мешкали у лісовій підстилці, де не потрібні крила для пошуку жертв. В інших видів з родини Aptenoperissidae відомі крилаті самці. Крила самцям були потрібні, що знайти максимальну кількість самиць для спарювання.

## Оригінальна публікація
- A. P. Rasnitsyn and C. Öhm-Kühnle. 2018. Three new female Aptenoperissus from mid-Cretaceous Burmese amber (Hymenoptera, Stephanoidea, Aptenoperissidae): Unexpected diversity of paradoxical wasps suggests insular features of source biome [Архівовано 14 квітня 2019 у Wayback Machine.]. Cretaceous Research 91:168-175